# 1-800-273-8255
1-800-273-8255 é uma canção do rapper americano Logic. O seu lançamento ocorreu em 28 de abril de 2017, através da Visionary Music Group e Def Jam, como o terceiro single do seu terceiro álbum de estúdio, Everybody. O título da canção é o número da Central Nacional de Prevenção do Suicídio. Produzida por Logic e 6ix, a canção tem a participação da cantora Alessia Cara e do cantor Khalid.

## Antecedentes
Em uma entrevista para o site Genius, Logic disse:

Então, o primeiro verso traz a perspectiva de alguém que está ligando para o número e relatando um possível suicídio. Eles querem se matar. Eles querem acabar com suas próprias vidas. Antes de entrar em turnê em Los Angeles, na Califórnia e em Nova York, decidi fazer uma turnê de visitação para os meus fãs. Visitei-os, conversei, comemos juntos, saí com eles e toquei o álbum para eles antes do lançamento. Depois disso, ouvi muitas pessoas dizendo "sua música salvou a minha vida ou você salvou a minha vida". Sempre agi como "legal da sua parte, muito obrigado", mas eu ficava "que p**** é essa?", pois eles falavam profundamente sério. Então eu dei um abraço deles porque lembrei que, cara, eu sequer pensei em salvar a vida de alguém. Isso me tocou que, mesmo sendo um artista com influência, sequer pensei em salvar a vida de alguém. E o que poderia realmente ocorrer se eu pensasse assim?

## Videoclipe
O videoclipe do single foi lançado em 17 de agosto de 2017, no canal do rapper no YouTube. O videoclipe foi dirigido por Andy Hines e centralizou um jovem que luta com o sentimento de ter aceitado a sua sexualidade. Além disso, conta com as aparições de Coy Stewart, Nolan Gould, Don Cheadle, Luis Guzmán e Matthew Modine.

## Desempenho comercial
A canção 1-800-273-8255 debutou na 61ª posição na Billboard Hot 100 dos Estados Unidos. Na Canadian Hot 100, debutou na 67ª posição. Em 25 de setembro de 2017, o single ganhou a certificação de platina pela RIAA, devido às vendas equivalentes e streamings da canção nos Estados Unidos. Após a performance no MTV Video Music Awards de 2017, a canção foi para o nono lugar, tornando-se o primeiro top 10 de Logic e Khalid, e o quarto de Alessia Cara. Semanas depois, atingiu o top 3 da Billboard Hot 100. Em 13 de outubro de 2017, o cantor colombiano Juanes fez um remix da canção.

## Impacto
De acordo com a Central Nacional de Prevenção do Suicidio, nas três semanas seguintes após o lançamento do single, as ligações cresceram em 27% e os acessos do site subiram de 300 mil para 400 mil acessos mensais. Frances Gonzales, diretor da instituição, afirmou que após a performance no MTV Video Music Awards de 2017, as ligações subiram em 50%. A mudança brusca de números foi resultado da performance de Logic, Khalid e Alessia, bem como o discurso de Kesha no dia da apresentação.

## Charts
| Tabela musical (2017)                                  | Posição |
| ------------------------------------------------------ | ------- |
| Austrália (ARIA Charts)                                | 5       |
| Austrália (ARIA Urban Charts)                          | 1       |
| Áustria (Ö3 Austria Top 40)                            | 43      |
| Bélgica (Ultratop de Flandres)                         | 2       |
| Bélgica (Ultratop Urban de Flanders)                   | 10      |
| Bélgica (Ultratop 50 da Valônia)                       | 38      |
| Canadá (Canadian Hot 100)                              | 6       |
| Chéquia (Singles Digitál Top 100)                      | 17      |
| Dinamarca (Tracklisten)                                | 2       |
| Finlândia (Suomen virallinen lista)                    | 15      |
| França (Syndicat National de l'Édition Phonographique) | 151     |
| Alemanha (Official German Charts)                      | 45      |
| Hungria (Stream Top 40)                                | 26      |
| Irlanda (IRMA)                                         | 9       |
| Itália (FMI)                                           | 96      |
| Letónia (Latvijas Top 40)                              | 36      |
| Malásia (RIM)                                          | 19      |
| Países Baixos (Dutch Top 40)                           | 23      |
| Países Baixos (Single Top 100)                         | 23      |
| Nova Zelândia (Recorded Music NZ)                      | 6       |
| Noruega (VG-lista)                                     | 8       |
| Filipinas (Phillippine Hot 100)                        | 47      |
| Portugal (AFP)                                         | 6       |
| Escócia (Official Charts Company)                      | 20      |
| Eslováquia (Singles Digitál Top 100)                   | 20      |
| Espanha (PROMUSICAE)                                   | 93      |
| Suécia (Sverigetopplistan)                             | 4       |
| Suíça (Schweizer Hitparade)                            | 50      |
| Reino Unido (Official Charts Company)                  | 9       |
| Estados Unidos (Billboard Hot 100)                     | 3       |
| Estados Unidos (Billboard Adult Contemporary)          | 26      |
| Estados Unidos (Billboard Adult Top 40)                | 38      |
| Estados Unidos (Billboard Hot R&B/Hip-Hop Songs)       | 2       |
| Estados Unidos (Billboard Mainstream Top 40)           | 7       |
| Estados Unidos (Billboard Rhythmic)                    | 3       |

## Certificações
| País (Empresa)           | Certificação |
| ------------------------ | ------------ |
| Austrália (ARIAA)        | Platina      |
| Dinamarca (IFPI Denmark) | Ouro         |
| Nova Zelândia (RMNZ)     | Platina      |
| Reino Unido (BPI)        | Prata        |
| Estados Unidos (RIAA)    | 2× Platina   |
| Alemanha (BVMI)          | Ouro         |

## 30em
1. ↑  «Logic Recruits Khalid and Alessia Cara for New Song "1-800-273-8255"». XXL. Consultado em 26 de maio de 2017. Cópia arquivada em 31 de maio de 2017
2. ↑  «Logic Dropping New Single With Khalid & Alessia Cara On Friday». HotNewHipHop. Consultado em 26 de abril de 2017. Cópia arquivada em 27 de abril de 2017
3. ↑  «Logic's '1-800-273-8255' With Alessia Cara & Khalid is an Anthem for Suicide-Prevention». Billboard. Consultado em 26 de maio de 2017. Cópia arquivada em 19 de maio de 2017
4. ↑  «Logic "1-800-273-8255" Official Lyrics & Meaning - Verified». Consultado em 26 de maio de 2017
5. ↑  «Logic Shares Powerful "1-800-273-8255" Video Starring Don Cheadle». Complex. Consultado em 17 de agosto de 2017. Cópia arquivada em 18 de agosto de 2017
6. ↑  «Don Cheadle Stars in Logic's Dramatic New "1-800-273-8255" Video: Watch». Pitchfork. Consultado em 17 de agosto de 2017. Cópia arquivada em 18 de agosto de 2017
7. ↑  «Video: Logic feat. Alessia Cara & Khalid – '1-800-273-8255'». Rap-Up. Consultado em 17 de agosto de 2017
8. ↑  «Logic's '1-800-273-8255' on Hot 100: Debuts at No. 61». Billboard. Consultado em 26 de maio de 2017. Cópia arquivada em 20 de maio de 2017
9. ↑  «Canadian Hot 100 – May 20, 2017». Billboard. Consultado em 26 de maio de 2017. Cópia arquivada em 25 de maio de 2017
10. ↑  «Billboard Hot 100 – May 27, 2017». Billboard. Consultado em 26 de maio de 2017. Cópia arquivada em 25 de maio de 2017
11. ↑  «Canadian Hot 100 – May 27, 2017». Billboard. Consultado em 26 de maio de 2017. Cópia arquivada em 25 de maio de 2017
12. ↑  «Juanes Talks Teaming With Logic For '1-800' Spanish Remix: 'Art Is Such a Powerful Weapon'». Billboard (magazine)!Billboard. Consultado em 13 de outubro de 2017. Cópia arquivada em 13 de outubro de 2017
13. ↑  Logic's "1-800-273-8255" Single Has Had a Profound Effect on Suicide Prevention Awareness
14. ↑  «Logic's VMAs Performance, Kesha's Speech Boost Suicide Prevention Hotline Calls 50%». Cópia arquivada em 29 de agosto de 2017
15. ↑  «ARIA Australian Top 40 Urban Singles» (PDF). Australian Recording Industry Association. 25 de setembro de 2017. Consultado em 25 de setembro de 2017
16. ↑  «Track Top-40 Uge 41, 2017». Hitlisten. Consultado em 18 de outubro de 2017. Cópia arquivada em 18 de outubro de 2017
17. ↑  «Le Top de la semaine : Top Singles Téléchargés – SNEP (Week 41, 2017)» (em francês). Syndicat National de l'Édition Phonographique. Consultado em 17 de outubro de 2017[ligação inativa]
18. ↑  «IRMA – Irish Charts». Irish Recorded Music Association. Consultado em 7 de outubro de 2017. Cópia arquivada em 19 de outubro de 2017
19. ↑  «Classifica settimanale WK 41» (em italiano). Federazione Industria Musicale Italiana. Consultado em 14 de outubro de 2017
20. ↑  «Latvijas Top 40». Latvijas Radio. 16 de outubro de 2017. Consultado em 16 de outubro de 2017. Arquivado do original em 17 de outubro de 2017
21. ↑  «Top 20 Most Streamed International & Domestic Singles in Malaysia : Week 37 (8/9/2017 - 14/9/2017)» (PDF). Recording Industry Association of Malaysia. Consultado em 18 de outubro de 2017. Cópia arquivada (PDF) em 27 de setembro de 2017
22. ↑  «NZ Top 40 Singles Chart». Recorded Music NZ. 25 de setembro de 2017. Consultado em 22 de setembro de 2017. Cópia arquivada em 22 de setembro de 2017
23. ↑  «VG-lista – Logic feat Alessia Cara & Khalid». VG-lista. Consultado em 14 de outubro de 2017. Arquivado do original em 26 de outubro de 2017
24. ↑  «BillboardPH Hot 100». Billboard Philippines. 2 de outubro de 2017. Consultado em 2 de outubro de 2017. Cópia arquivada em 2 de outubro de 2017
25. ↑  «Top 100 Canciones — Semana 38: del 15.9.2017 al 21.9.2017» (em espanhol). Productores de Música de España. Consultado em 27 de setembro de 2017. Cópia arquivada em 28 de setembro de 2017
26. ↑  «Sverigetopplistan – Sveriges Officiella Topplista». Sverigetopplistan. Consultado em 29 de setembro de 2017. Cópia arquivada em 11 de janeiro de 2017
27. ↑  «ARIA Australian Top 50 Singles». Australian Recording Industry Association. 23 de setembro de 2017. Consultado em 25 de setembro de 2017. Cópia arquivada em 11 de dezembro de 2016
28. ↑  «Logic feat. Alessia Cara & Khalid "1-800-273-8255"». IFPI Denmark. 10 de outubro de 2017. Consultado em 17 de outubro de 2017. Cópia arquivada em 17 de outubro de 2017